# The Viper Room
Pour les articles homonymes, voir Viper.
The Viper Room est une boîte de nuit du Sunset Strip, situé au 8852 W Sunset Boulevard à West Hollywood (Californie).

## Présentation
Baptisé le Central, il s'agit d'abord d'un club glamour fréquenté par Tom Waits entre autres. Menacé de fermeture, lorsque l'établissement ouvre ses portes en 1993, il prend le nom de Viper Room, et appartient à Chuck E. Weiss, ancien habitué qui s'y produisait, et à son ami l'acteur Johnny Depp. L'endroit est connu pour avoir été le théâtre de la mort de l'acteur River Phoenix par overdose,, la nuit d'Halloween 1993.
La nuit de sa mort, River Phoenix prenait des drogues dans la salle d'eau avec amis et dealers. John Frusciante lui offrit un cocktail - qui s'avérera létal - d'héroïne et de cocaïne couplé à des méthamphétamines sans éveiller les soupçons de River Phoenix. Au même moment, Johnny Depp jouait sur scène avec son ami Flea, bassiste des Red Hot Chili Peppers, lorsqu'ils virent River quitter les lieux en titubant. Mais une fois à l'extérieur, River s'effondra sur le trottoir et fut pris par des convulsions. Il succomba 40 minutes plus tard par arrêt cardiaque à l'hôpital Cedars  Sinaï de Los Angeles, sans avoir été secouru à temps, en présence de sa sœur Rain et de son frère Joaquin. Le lieu continua à être fréquenté par des vedettes, comme Jennifer Aniston, Iggy Pop ou encore Sean Penn.
Le site servit en 1991 de décor à Oliver Stone dans son film The Doors. Il y filma les scènes se passant au London Fog, une boîte de nuit moins connue, à côté du Whisky a Go Go, où les Doors donnèrent leurs premières représentations régulières pendant quatre mois au début de 1966. Le film Be Cool y a également été tourné. Le groupe The Pussycat Dolls s'y est produit de 1995 à 2001, puis Johnny Depp liquide ses parts en 2004 au terme d'un règlement judiciaire, à la suite de la disparition d'Anthony Fox, le second copropriétaire.